# Smaug
Smaug es un dragón que aparece en la novela El hobbit, de J. R. R. Tolkien. En ella se cuenta que era el último de los grandes dragones que quedaban en la Tierra Media y que expulsó a los enanos de la Montaña Solitaria tomando su tesoro. Dentro de la aventura emprendida por el hobbit Bilbo Bolsón en la novela, Smaug se convierte en uno de los obstáculos que deben superar él y la compañía de enanos a los que acompaña para recuperar el tesoro perteneciente a Thorin Escudo de Roble, heredero de Thrór.

## Descripción
Smaug fue el dragón más grande de la Tercera Edad del Sol. Era de gran porte, de color rojo-dorado, con enormes alas de murciélago, una piel de impenetrables escamas de la dureza del acero y una inteligencia superior a la de la mayoría de dragones en la Tierra Media. Por esos motivos se considera el dragón más poderoso en la historia de Arda después de Ancalagon. Su único punto débil, el vientre, estaba protegido casi por completo por una capa de piedras preciosas y oro, incrustadas en su piel tras yacer durante siglos sobre el tesoro del Reino bajo la Montaña. Esa protección fallaba, sin embargo, en un único punto desprotegido, que permitía ver la suave piel de debajo.

## Historia
El dragón Smaug el Dorado, llegó desde las lejanas Montañas Grises, en el norte de la Tierra Media, atraído por las inmensas riquezas que habían acumulado los enanos en el año 2770 T. E. Allí arrasó la Ciudad de Valle, luego invadió la montaña solitaria y mató o ahuyentó a todos los enanos que se encontraban en el interior de ella, además se adueñó de la Piedra del Arca. Durante dos siglos durmió satisfecho sobre su tesoro en el interior de Erebor hasta que en el año 2941 T. E.; Bilbo Bolsón fue junto con la compañía de Thorin Escudo de Roble a Erebor como saqueador y con la misión de expulsar a aquel dragón de la Montaña Solitaria, Bilbo entró solo por la puerta secreta de Erebor y bajó por el oscuro pasillo, llegó al lugar donde se encontraba el enorme tesoro de los enanos y encima de todo ese oro estaba Smaug tumbado mientras dormía. Entonces Bilbo le robó una de las copas de su tesoro sigilosamente y volvió con la compañía, entonces Smaug despertó y como conocía todo su tesoro se dio cuenta de que le faltaba una copa, luego salió de la montaña, destruyó el campamento de los enanos y se comió a casi todos sus ponis para después volver a la sala de su tesoro; Bilbo bajó otra vez a esa sala para echar un vistazo y creyó que el dragón estaba dormido, pero en realidad Smaug estaba despierto. Él tuvo una charla con Bilbo ya que aunque no lo podía ver porque este tenía puesto el anillo, podía olerlo y oírlo (nota: durante esta charla Smaug le mostró el pecho a Bilbo, así este descubrió su punto débil), Bilbo le explicó quién era mediante acertijos y por las palabras de este, al igual que por el olor que tenía, Smaug logró deducir que Bilbo venía acompañado de enanos para robarle y paso seguido ataca con ira a Bilbo con una llamarada de fuego que él logra esquivar. Luego el hobbit vuelve con los enanos pero el dragón  derrumba la puerta dejándolos atrapados, justo después de destruir la puerta, Smaug culpa a los hombres del lago del intento de robo y se mueve a atacar de nuevo Esgaroth, la ciudad del Lago Largo.

### Nuevo ataque a la ciudad del lago
El plan de Smaug era incendiar la ciudad, no importando que la gente huyera a las orillas del lago y dejar a los habitantes atrapados en las llamas hasta que murieran ardiendo o ahogándose en las frías aguas del lago, luego iría a tenderles una emboscada a los que escaparon a las orillas, el arquero Bardo lo divisó cuando este descendía y alertó a la guardia para que disparasen a Smaug, aunque esto resultó en vano ya que las flechas rebotaban, como la ciudad era de madera se incendió rápidamente y al final todos los arqueros menos Bardo huyeron.  
Bilbo y los enanos se ven favorecidos pues Bardo (que después pasó a ser el primer rey del Valle), durante el ataque a la Ciudad del Lago, mató a Smaug clavándole una flecha en la única parte de su vientre desnuda de joyas. Pudo hacerlo gracias al zorzal Roäc que a su vez lo escuchó de Bilbo.

### Post-muerte
La noticia de la muerte de Smaug pasó de boca en boca muy velozmente y como resultado la gente de la ciudad del lago como los elfos del bosque reclamaron una parte del tesoro de Erebor para reconstruir Valle, la zona donde cae el cuerpo de Smaug se convierte en un área sombría y oscura del lago que los navegantes evitaban a toda costa, en los restos de Smaug todavía yacen las piedras preciosas incrustadas en sus escamas. Su muerte fue una de las causas de la Batalla de los Cinco Ejércitos, después de este conflicto, Esgaroth y la Ciudad de Valle son reconstruidas y Erebor queda bajo el reinado de Dain Pie de Hierro.
| Predecesor: Thrór | Señor de la Montaña Solitaria 2770 T. E. - 2941 T. E. | Sucesor: Thorin II Escudo de Roble |

## Representación en las adaptaciones
Smaug aparece en una adaptación al cine animado en El Hobbit, de 1977. También aparece posteriormente en la trilogía de Peter Jackson.

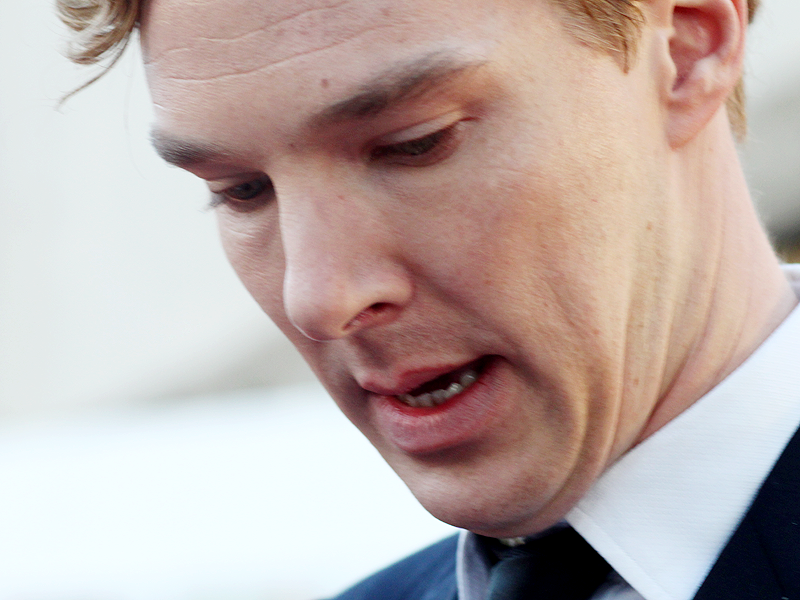
Benedict Cumberbatch, actor de la voz de Smaug en la trilogía de El hobbit.

En la trilogía de Peter Jackson, Smaug aparece en las tres películas (El hobbit: un viaje inesperado, La desolación de Smaug y La batalla de los Cinco Ejércitos). Se trata de un personaje totalmente digital, al que da voz el actor Benedict Cumberbatch.
En El hobbit: un viaje inesperado, solo aparece en el prólogo donde se muestra parte de su cuerpo y su silueta durante la invasión de Erebor y al final de la película donde se ve su ojo abriéndose.
En El hobbit: la desolación de Smaug, es el antagonista principal de esta y su encuentro con Bilbo es muy similar al libro, con la diferencia de que Bilbo baja una sola vez a su sala y, aunque agarra una copa, no se la roba porque busca la piedra del arca, de paso, Smaug no destruye el campamento de los enanos; en vez de eso ocurre un enfrentamiento entre Smaug y los enanos que termina en un intento de matar al dragón cubriéndolo con oro semilíquido. Smaug sobrevive  gracias a sus escamas y jura vengarse de los enanos, rompe la entrada principal de Erebor (pero no los deja atrapados) y parte a Esgaroth.
En El hobbit: la batalla de los Cinco Ejércitos, aparece en el primer acto de la película destruyendo la ciudad del lago, es atacado por la guardia y muere asesinado por Bardo usando la flecha negra.